# Polmer
Polmer es una marca peruana de ropa deportiva y casual fundada en 1990 por los hermanos Alfonso y Misael Quinteros. Llegó a vestir, entre otros equipos a la Selección Peruana de Fútbol, Alianza Lima, Sporting Cristal y al Sport Boys.
Actualmente tienen presencia en Perú, Estados Unidos y Colombia.

## Historia
Antes de iniciar Polmer, los hermanos Quinteros confeccionaban ropa para niños pero en los años 90, con la crisis, toda la producción se estancó así que hicieron un estudio de mercado en marcas de ropa deportiva y decidieron hacer la suya propia.
Por suerte para ellos, Universitario entrenaba en el estadio Lolo Fernández y le regalaron a todos los jugadores los primeros buzos que hicieron, que eran como los de Rusia, desde ese entonces ellos desfilaban siempre por la tienda y salían en portadas con la marca.
Poco a poco se forjaron un espacio en el rubro textil y llegando vestir a la Selección Nacional de Perú en 1992, cuando se fue a jugar el Preolímpico a Paraguay.

## Equipos vestidos

### Clubes
| Equipo                   | Periodo           |
| ------------------------ | ----------------- |
| Club Deportivo Municipal | 1991, 1993 y 2000 |
| CNI                      | 1992              |
| FBC Melgar               | 1992              |
| Alianza Atlético Sullana | 1992              |
| Carlos A. Manucci        | 1993              |
| Club Deportivo Sipesa    | 1993              |
| Club Sporting Cristal    | 1994              |
| Sport Boys Association   | 1992 y 1994       |
| Club Alianza Lima        | 1995              |
| Club Deportivo Pesquero  | 1996              |
| FBC Piérola              | 2000-2005         |
| Deportivo Coopsol        | 2011-2014         |

### Selecciones
| Equipo                         | Periodo   |
| ------------------------------ | --------- |
| Selección Peruana de Fútbol    | 1992-1995 |
| Selección Venezolana de Fútbol | 1996-1997 |
| Selección Hondureña de Fútbol  | 1996      |